# Orșova
Orșova (Orschowa en allemand, Orsova en hongrois, Оршова en serbe, Oršava en tchèque) est une ville du județ de Mehedinți, en Olténie, dans le Sud-Ouest de la Roumanie. Le secteur primaire est représenté notamment par l'extraction de granite et de chrome, l'industrie par la production d'énergie électrique, la construction navale et le textile. La ville est aussi un port du Danube.

## Géographie
La ville d'Orșova est située dans l'ouest du județ, à la limite avec le județ de Caraș-Severin, sur la rive gauche du Danube, à son confluent avec la rivière Cerna, dans les Portes de Fer.
La préfecture du județ, Drobeta Turnu-Severin se trouve 28 km à l'est. La ville est environnée par la Serbie au sud et les Monts Almăj au nord.
Orșova est située dans la partie du județ qui faisait partie autrefois du Banat.

## Histoire
La première mention écrite de la ville date de 1150 sous le nom d'Ursua mais Orșova était déjà un port et un castrum à l'époque romaine sous le nom de Dierna, dans la province de Dacie, plus précisément en Dacia Malvensis. Elle acquit le statut de ville en 193.
Le site fut occupé par des populations hongroises dès le Xe siècle (un site funéraire datant de cette époque ayant été découvert). Elle fut le théâtre de la victoire du roi Ladislas Ier de Hongrie sur les Coumans et elle resta pendant le Moyen Âge un point fortifié sur la frontière du royaume de Hongrie.
En 1522, avec sa conquête par Soliman le Magnifique commença la période ottomane de son histoire. À partir de 1687, elle fut âprement disputée par l'empire d'Autriche à l'Empire ottoman et changea de mains de nombreuses fois jusqu'en 1791 où elle redevint hongroise au traité de Sistova.
En 1920, au traité de Trianon, elle devient roumaine, obtient le statut de ville en 1923, et, en 1968, lors de la réforme administrative, elle intègre le județ de Mehedinți.
À l'occasion de la construction du barrage des Portes de Fer, la ville basse (la ville ancienne) est noyée et reconstruite sur les premières hauteurs des monts Altăj.

## Religions
En 2002, 92,14 % de la population était de religion orthodoxe, 5,57 % étaient des catholiques romains et 0,73 % des baptistes.

## Démographie
En 2002, la composition ethnique de la population était la suivante :
- Roumains, 94,38 %.
- Tchèques, 1,85 %.
- Allemands, 1,17 %.
- Serbes, 0,84 %.

Lors du recensement de 2011, 86,9 % de la population se déclarent roumains, 1,27 % comme tchèques et 1,09 % comme roms (8,39 % ne déclarent pas d'appartenance ethnique et 2,32 % déclarent appartenir à une autre ethnie).

## Politique
| Parti | Parti                                            | Sièges |
| ----- | ------------------------------------------------ | ------ |
|       | Parti social-démocrate (PSD)                     | 6      |
|       | Parti national libéral (PNL)                     | 5      |
|       | Parti national démocrate                         | 3      |
|       | Alliance des libéraux et démocrates (ALDE)       | 2      |
|       | Parti national paysan chrétien-démocrate (PNȚCD) | 1      |

## Économie
Le secteur primaire est très important à Orșova avec les mines d'extraction de bentonite, de chrome et les carrières de granite.
L'industrie est représentée par la production d'énergie électrique, des chantiers de réparations navales, des entreprises de confection, d'exploitation du bois, de fabrication de meubles, de traitement des quartz, de conditionnement de talc.

## Transports
La ville est située sur la voie ferrée Timișoara-Bucarest, ce qui lui permet d'être reliée à Drobeta Turnu-Severin.
Elle se trouve à la jonction de la route nationale DN57 qui longe le Danube vers Moldova Nouă et de la route nationale DN6 (route européenne 70) qui joint Timișoara avec Drobeta Turnu-Severin, Craiova et Bucarest.

## Éducation
La ville d'Orșova ne possède pas de structure d'enseignement supérieur. Elle dispose par contre d'un lycée et d'une école supérieure maritime de bonne renommée (Grupul Industrial Școlar de Marina).

## Lieux et monuments
- Monastère Sainte-Anne (Sfânta Ana), construit sur une hauteur au-dessus de la ville entre 1936 et 1939.

- Église catholique, construite en 1966-1972.

- Église Saint-Nicolas (Sfant Nicolae) de 1746.

- Viaduc Seracova (1739-1740), au nord de la ville.

## Personnalités liées à la commune
- Ignat Bednarik (en) (1882-1963), peintre.
- Otto Alscher 1880 - 1944, écrivain.
- Eduard Rădăslăvescu (2004-), footballeur né à Orșova.